# Pallavolo ai Giochi della XXIII Olimpiade
I tornei di pallavolo ai Giochi della XXIII Olimpiade si sono svolti dal 29 luglio all'11 agosto del 1984 a Los Angeles, negli Stati Uniti d'America, durante i Giochi della XXIII Olimpiade.

## Podi
| Evento                         | Oro         | Argento     | Bronzo   |
| Pallavolo maschile (dettagli)  | Stati Uniti | Brasile     | Italia   |
| Pallavolo femminile (dettagli) | Cina        | Stati Uniti | Giappone |